# Бертола (Бјела)
Бертола је насеље у Италији у округу Бијела, региону Пијемонт.
Према процени из 2011. у насељу је живело 8 становника. Насеље се налази на надморској висини од 463 м.